# Wessel Ilcken
Wessel Johan „Wes“ Ilcken  (* 1. Dezember 1923  in Hilversum; † 13. Juli 1957) war ein niederländischer Jazz-Schlagzeuger und Bandleader des Bop.

## Leben und Wirken
Nachdem er mit dem Orchester von Piet van Dijk gespielt hatte, gründete Ilcken 1950 seine eigene Band mit der Sängerin Rita Reys, die er 1945 geheiratet hatte. Sie lernten sich 1943 kennen, als sie Sängerin im Orchester van Dijk war. Seine Combo spielte in Amsterdam 1950–1952 im „Hollywood Club“. 1953 gingen sie nach Schweden, damals eines der Zentren des modernen Jazz in Europa. Dort spielten sie mit dem Saxophonisten Lars Gullin, dem Pianisten Bengt Hallberg und vielen durchreisenden US-Musikern wie Dizzy Gillespie, Herbie Mann, Tony Scott, Bob Cooper, Joe Carroll. Zurück in den Niederlanden wurde er zu einer zentralen Figur des Modern Jazz in den Niederlanden, dokumentiert in einer Reihe von Plattenaufnahmen „Jazz from Holland“ (1955) und „Jazz behind the Dykes“ (1955 bis 1957), den ersten Aufnahmen des Modern Jazz in den Niederlanden. Zuletzt spielte er mit Rita Reys regelmäßig im Nachtclub Scheherezade in Amsterdam.
Er starb mit nur 33 Jahren überraschend an einer Gehirnblutung (eine Folge eines Wasserski-Unfalls). Der größte niederländische Jazzpreis, der Boy-Edgar-Preis, war lange Jahre als „Wessel Ilcken Preis“ nach ihm benannt (zuerst 1963 vergeben, 1980 umbenannt nach dem damals gerade verstorbenen Bigbandleiter Boy Edgar).